# Nepvant
Nepvant település Franciaországban, Meuse megyében. Lakosainak száma 91 fő (2022. január 1.). Nepvant Brouennes, Lamouilly, Olizy-sur-Chiers és Stenay községekkel határos.

## Népesség
A település népességének változása:
| Lakosok száma | 101  | 91   | 74   | 60   | 80   | 85   | 86   | 90   | 93   | 91   |
|               | 1968 | 1982 | 1990 | 2006 | 2013 | 2015 | 2017 | 2019 | 2020 | 2022 |